# USS De Haven (DD-727)
USS De Haven (DD-727), là một tàu khu trục lớp Allen M. Sumner được Hải quân Hoa Kỳ chế tạo trong Chiến tranh Thế giới thứ hai. Nó là chiếc tàu chiến thứ hai của Hải quân Mỹ được đặt theo tên Đại úy Hải quân Edwin J. De Haven (1819–1865), sĩ quan Hải quân Hoa Kỳ và là nhà thám hiểm. Nó đã hoạt động cho đến hết Thế Chiến II, và tiếp tục phục vụ sau đó trong Chiến tranh Triều Tiên và Chiến tranh Việt Nam cho đến năm 1973. Con tàu được chuyển cho Hàn Quốc và tiếp tục hoạt động như là chiếc Incheon (DD-98/DD-918) cho đến khi ngừng hoạt động năm 1993 và bị tháo dỡ. De Haven được tặng thưởng năm Ngôi sao Chiến trận do thành tích phục vụ trong Thế Chiến II; danh hiệu Đơn vị Tưởng thưởng Hải quân cùng sáu Ngôi sao Chiến trận khác trong Chiến tranh Triều Tiên; và danh hiệu Đơn vị Tưởng thưởng Hải quân lần thứ hai cùng ba Huân chương Quân đội Viễn chinh trong Chiến tranh Việt Nam.

## Thiết kế và chế tạo
De Haven được đặt lườn tại xưởng tàu của hãng [[Federal Bath Iron Works Corp. ở Bath, Maine vào ngày 9 tháng 8 năm 1943. Nó được hạ thủy vào ngày 9 tháng 1 năm 1944; được đỡ đầu bởi cô H. N. De Haven, và nhập biên chế vào ngày 31 tháng 3 năm 1944 dưới quyền chỉ huy của Trung tá Hải quân John B. Dimmick.

## Lịch sử hoạt động

### 1944
De Haven hộ tống cho tàu sân bay Ranger (CV-4) trong hành trình từ Norfolk, Virginia đi sang Thái Bình Dương, đi đến Trân Châu Cảng thuộc quần đảo Hawaii vào ngày 3 tháng 8 năm 1944. Nó sau đó hộ tống một đoàn tàu vận tải đi Eniwetok từ ngày 16 đến ngày 30 tháng 8, rồi lại đi đến Eniwetok vào ngày 5 tháng 10. Con tàu khởi hành một tuần sau đó để gia nhập Lực lượng Đặc nhiệm 38 tại Ulithi, rồi hoạt động từ căn cứ này hộ tống cho các tàu sân bay nhanh tiến hành không kích xuống Luzon, Philippines, hỗ trợ cho cuộc cuộc tấn công lên đảo Leyte trong tháng 11 và tháng 12. Để phối hợp với cuộc đổ bộ lên vịnh Lingayen, Luzon, lực lượng đặc nhiệm đã tấn công xuống Đài Loan, Luzon, vịnh Cam Ranh, Hong Kong, đảo Hải Nam và Okinawa trong một loạt chiến dịch không kích kéo dài từ ngày 30 tháng 12 năm 1944 đến ngày 26 tháng 1 năm 1945.

### 1945
De Haven cùng Lực lượng Đặc nhiệm 58 khởi hành từ Ulithi vào ngày 10 tháng 2, 1945 nhằm chuẩn bị cho cuộc tấn công lên Iwo Jima. Các tàu sân bay đã không kích nhằm vô hiệu hóa không lực Nhật Bản tại các đảo chính quốc trước khi quay xuống phía Nam trực tiếp hỗ trợ cho cuộc đổ bộ. Quay trở về Ulithi vào ngày 4 tháng 3, nó lại lên đường mười ngày sau đó cho các đợt không kích xuống các mục tiêu tại Kyūshū, lần này là để chuẩn bị cho cuộc đổ bộ tiếp theo lên Okinawa. Từ đó cho đến ngày 13 tháng 6, nó hộ tống bảo vệ cho các tàu sân bay cũng như trực tiếp bắn hải pháo hỗ trợ cho trận chiến trên bộ. Sau khi quay trở lại Leyte để nghỉ ngơi, nó lại khởi hành cùng Lực lượng Đặc nhiệm 38 vào ngày 1 tháng 7 cho những đợt không kích và bắn phá sau cùng xuống chính quốc Nhật Bản, kéo dài cho đến khi chiến tranh kết thúc. Chiếc tàu khu trục đã có mặt trong vịnh Tokyo vào ngày 2 tháng 9, lúc diễn ra lễ ký kết chính thức văn kiện đầu hàng trên thiết giáp hạm Missouri (BB-63). Nó lên đường vào ngày 20 tháng 9 để quay trở về Hoa Kỳ, về đến San Francisco, California vào ngày 15 tháng 10.
Từ ngày 1 tháng 2, 1946 đến ngày 3 tháng 2, 1947, De Haven hoạt động tại khu vực Tây Thái Bình Dương, tham gia cùng Đệ thất Hạm đội trong các hoạt động ngoài khơi bờ biển Trung Quốc và tuần tra dọc theo bờ biển Nhật Bản. Nó tiếp tục hoạt động dọc theo bờ biển phía Tây Hoa Kỳ trong các năm 1948 và 1949, và vào ngày 1 tháng 5, 1950 đã rời San Diego, California cho một lượt biệt phái khác sang khu vực Tây Thái Bình Dương, đi đến Yokosuka, Nhật Bản vào ngày 31 tháng 5.

### Chiến tranh Triều Tiên

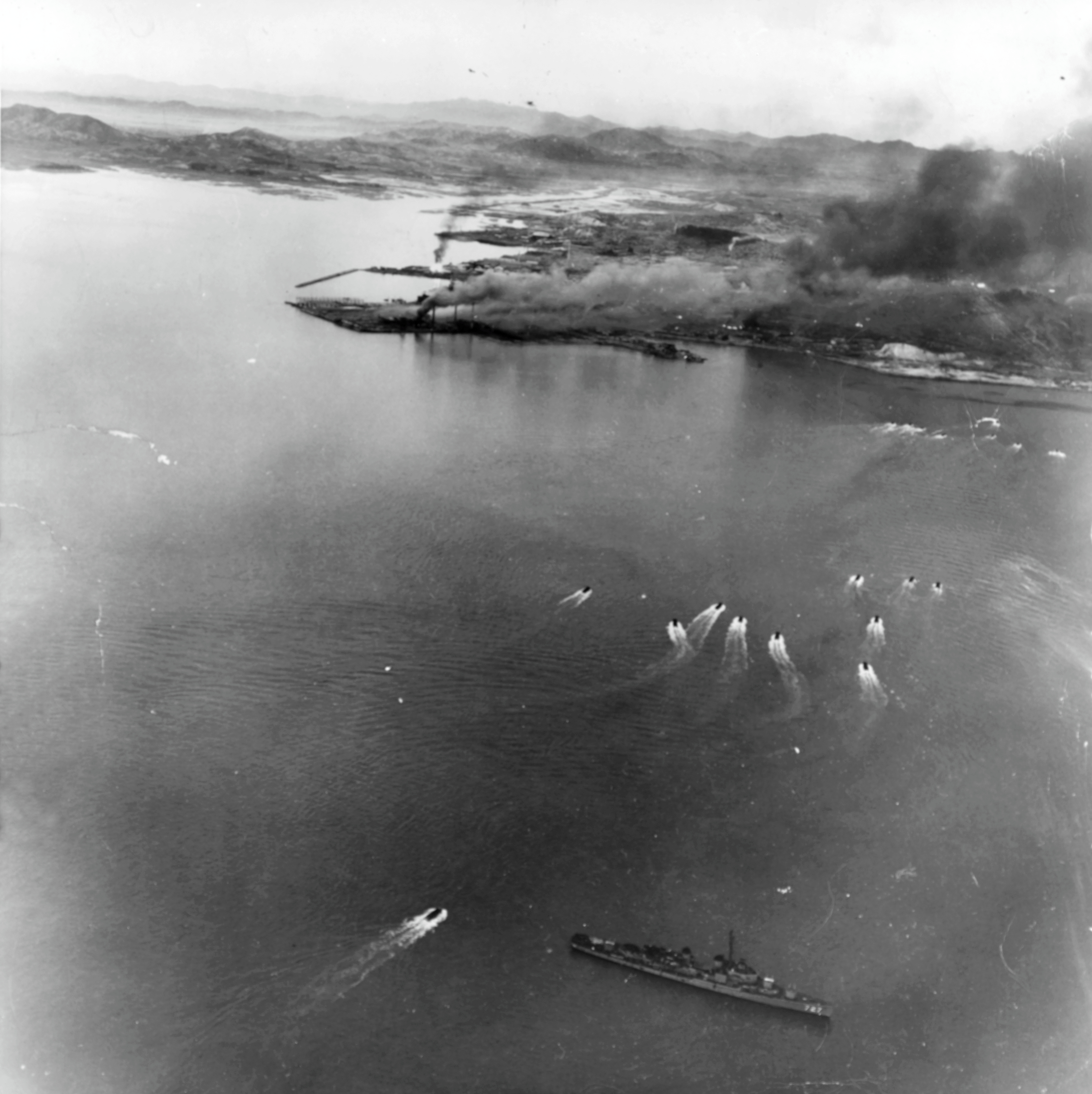
De Haven (góc dưới) đang bảo vệ cho các xuồng đổ bộ thuộc đợt 1 và 2 tiếp cận bãi Blue trong cuộc đổ bộ Inchon, 15 tháng 9, 1950.

Sự kiện quân đội Bắc Triều Tiên tấn công xuống Nam Triều Tiên vào ngày 25 tháng 6, 1950 đã khiến Chiến tranh Triều Tiên bùng nổ, và De Haven được huy động để tuần tra ngoài khơi bờ biển bán đảo Triều Tiên. Nó đã hoạt động hộ tống cho chiếc tàu Na Uy Reinholt di tản công dân Hoa Kỳ từ Inchon đến Yokosuka; tuần tra phong tỏa; bắn phá các mục tiêu đối phương; đồng thời phục vụ như tàu cứu hộ và liên lạc trong hoạt động không kích xuống Bình Nhưỡng và Haeju, cũng như bắn hỏa lực hỗ trợ cho cuộc chiến đấu trên bộ của lực lượng Liên Hợp Quốc. Trong các ngày 13 và 14 tháng 9, nó tiếp cận đảo Wolmi-do ở khoảng cách 800 yd (730 m) để bắn phá các vị trí pháo binh đối phương nhằm chuẩn bị cho cuộc đổ bộ lên Inchon, và đã bắn pháo hỗ trợ cho cuộc đổ bộ thành công một ngày sau đó. Chiến công của con tàu được ghi nhận bởi danh hiệu Đơn vị Tưởng thưởng Hải quân.
Quay trở lại nhiệm vụ phong tỏa vào ngày 25 tháng 9, De Haven đã can thiệp vào một cuộc phục kích của lực lượng Bắc Triều Tiên vào một đơn vị Nam Triều Tiên; và trợ giúp cho tàu khu trục Brush khi chiếc này bị hư hại nặng do trúng phải một quả thủy lôi, hộ tống con tàu chị em rút lui về Sasebo, Nhật Bản. Sau đó nó hỗ trợ hỏa lực cho một cuộc đột kích của lực lượng biệt kích Commando Anh vào các ngày 6 và 7 tháng 10 trước khi rời cảng Yokosuka vào ngày 1 tháng 11 để quay trở về Hoa Kỳ, về đến San Diego vào ngày 18 tháng 11.
Trong lượt hoạt động thứ hai của De Haven tại Triều Tiên kéo dài từ ngày 18 tháng 6, 1951 đến ngày 17 tháng 2, 1952, nó hoạt động chủ yếu trong vai trò tuần tra phong tỏa. Sau một đợt đại tu và hoạt động tại chỗ ở San Diego, nó khởi hành từ Long Beach, California vào ngày 16 tháng 9, 1952 để quay trở lại vùng biển Triều Tiên, và phục vụ trong vai trò soái hạm lực lượng tuần tra tại khu vực Chongjin-Songjin cho đến ngày 18 tháng 11. Sau một lượt hoạt động tuần tra cùng Lực lượng Đặc nhiệm 77, nó quay trở lại vùng biển Triều Tiên để hoạt động cùng Lực lượng Đặc nhiệm 95, tuần tra ngoài khơi cảng Wonsan và hỗ trợ các hoạt động quét mìn tại đây từ ngày 12 đến ngày 18 tháng 2, 1953. Nó khởi hành từ Sasebo vào ngày 22 tháng 3 để quay trở về Hoa Kỳ, về đến Long Beach vào ngày 9 tháng 4.
Căn cứ theo những tài liệu được giải mật mà hãng thông tấn Associated Press có được, các chỉ huy Hoa Kỳ đã thường xuyên ra lệnh bắn vào các người tị nạn Nam Triều Tiên. Ví dụ nổi tiếng nhất của chính sách này là vụ thảm sát No Gun Ri, nhưng một sự kiện khác vào ngày 1 tháng 9, 1950 đã được xác nhận bởi các tài liệu được giải mật là nhật ký hàng hải của De Haven. Chiếc tàu khu trục, theo đề nghị của các chỉ huy Lục quân, đã bắn vào những người tị nạn được tập trung tại Pohang, Nam Triều Tiên. Những người sống sót cho biết có từ 100 đến 200 người đã bị giết.
De Haven tiếp tục luân phiên những lượt phục vụ tại khu vực Tây Thái Bình Dương với các hoạt động tại chỗ dọc theo vùng bờ Tây, đã thực hiện sáu chuyến đi đến Viễn Đông từ năm 1953 đến năm 1959. Nó tham gia chiến dịch Hardtack I gần đảo Eniwetok vào mùa Hè năm 1958, chứng kiến khoảng 22 vụ nổ thử nghệm hạt nhân, trong đó một vụ chỉ ở khoảng cách ba hải lý. Nó cũng là một trong số tàu chiến can thiệp vào vụ quân đội Cộng hòa Nhân dân Trung Hoa phong tỏa và bắn phá các đảo Kim Môn và Mã Tổ còn do phía Trung Hoa dân quốc kiểm soát. Từ ngày 1 tháng 2, 1960, con tàu được nâng cấp cảm biến và vũ khí chống ngầm tại San Francisco trong khuôn khổ Chương trình Hồi sinh và Hiện đại hóa Hạm đội (FRAM: Fleet Rehabilititation and Modernization), và sau khi hoàn tất vào tháng 9, nó quay trở lại hoạt động huấn luyện thường lệ cho đến hết năm 1960.

### Tuần tra DESOTO
De Haven chính là nguồn gốc tên gọi của chiến dịch Tuần tra DESOTO (DEHAVEN Special Operations off TsingtaO: Hoạt động đặc biệt ngoài khơi Thanh Đảo của DEHAVEN). Nó thực hiện chuyến tuần tra đầu tiên từ ngày 14 tháng 4 đến ngày 20 tháng 4, 1962 tại một điểm tập trung chung quanh khu vực Thanh Đảo thuộc Hoàng Hải. Con tàu nhận được chỉ thị không xâm phạm phần lãnh thổ do phía Trung Cộng kiểm soát, bao gồm các đảo ngoài khơi trong phạm vi gần hơn 10 hải lý.
Những chuyến tuần tra này là nhằm đáp trả lại tuyên bố của Trung Cộng xác định lại vùng lãnh hải của họ bao gồm cả vùng biển có bán kính 12 nmi (22 km) chung quanh bờ biển các đảo ngoài khơi, làm mở rộng đáng kể vùng biển lãnh hải của họ. Những tuyên bố này mâu thuẫn với thông lệ về thông thương hàng hải theo luật quốc tế, và làm gia tăng khả năng và tần suất đối đầu và xung đột, những "phản đối ngoại giao nghiêm trọng" do chính phủ Bắc Kinh đưa ra mỗi khi tàu chiến thuộc Đệ Thất hạm đội di chuyển ngang những vùng biển này. Đây là một tình huống mà Tư lệnh Đệ Thất hạm đội cảm thấy cần đáp trả thích ứng. Ba lý do đã được đưa ra khi tiến hành các cuộc tuần tra này: một là, chúng xác lập và duy trì sự hiện diện của Đệ Thất hạm đội tại vùng biển quốc tế ngoài khơi Trung Quốc, và sau này là tại Việt Nam; hai là, nó tạo ra những điểm nóng đối đầu với Trung Cộng trong cuộc Chiến tranh Lạnh; và ba là, họ cố gắng thu lượm thông tin tình báo vô tuyến càng nhiều càng tốt qua các cuộc tuần tra này.
Cuộc tuần tra DESOTO đầu tiên tỏ ra cực kỳ hiệu quả trong việc kích động Trung Cộng phản ứng. Luôn luôn có ít nhất một trong ba tàu khu trục Anshan, Changchun và Taiyuan thuộc lớp Anshan đã bám theo De Haven; những thiết bị gây nhiễu của De Haven đã phát huy tác dụng, và thu được nhiều tin tức tình báo có giá trị. Trung Cộng sau đó đưa ra ba công hàm ngoại giao "phản đối nghiêm trọng" cho rằng nó đã vi phạm lãnh hải của họ trong chuyến tuần tra kéo dài bảy ngày, vốn được thực hiện trong vùng biển quốc tế theo luật quốc tế. Trong tám chuyến tuần tra tiếp theo, tin tức tình báo thu lượm được không nhiều như lần đầu tiên.
Trong những năm tiếp theo, những chuyến tuần tra kiểu này được các con tàu khác tiến hành. Cộng với những nhân tố khác, chúng là lý do dẫn đến những cuộc khủng hoảng quốc tế, như là Sự kiện vịnh Bắc Bộ và sự kiện Pueblo.

### Incheon
De Haven được chuyển cho Hải quân Cộng hòa Hàn Quốc vào ngày 5 tháng 12 năm 1973 và được đổi tên thành Incheon, tên được đặt theo thành phố Incheon. Thoạt tiên nó mang ký hiệu lườn DD-98, và sau được đổi thành DD-918. Nó xuất biên chế và bị tháo dỡ vào năm 1993.

## Phần thưởng
De Haven được tặng thưởng năm Ngôi sao Chiến trận do thành tích phục vụ trong Thế Chiến II; danh hiệu Đơn vị Tưởng thưởng Hải quân cùng sáu Ngôi sao Chiến trận khác trong Chiến tranh Triều Tiên; và danh hiệu Đơn vị Tưởng thưởng Hải quân lần thứ hai cùng ba Huân chương Quân đội Viễn chinh trong Chiến tranh Việt Nam.